# 特雷西耶
特雷西耶（法語：Trésilley，法語發音：[tʁezijɛ]）是法国上索恩省的一个市镇，属于沃苏勒区。

## 地理
特雷西耶（47°27'4"N, 6°1'51"E）面积11.08 平方千米，位于法国勃艮第-弗朗什-孔泰大區上索恩省，该省份为法国东部内陆省份，北起顺时针与孚日省、贝尔福地区省、杜省、汝拉省、科多尔省和上马恩省接壤。
与特雷西耶接壤的市镇（或旧市镇、城区）包括：里奥、丰德勒芒、耶村、蒙塔尔洛莱里奥、索朗莱布勒雷。
特雷西耶的时区为UTC+01:00、UTC+02:00（夏令时）。

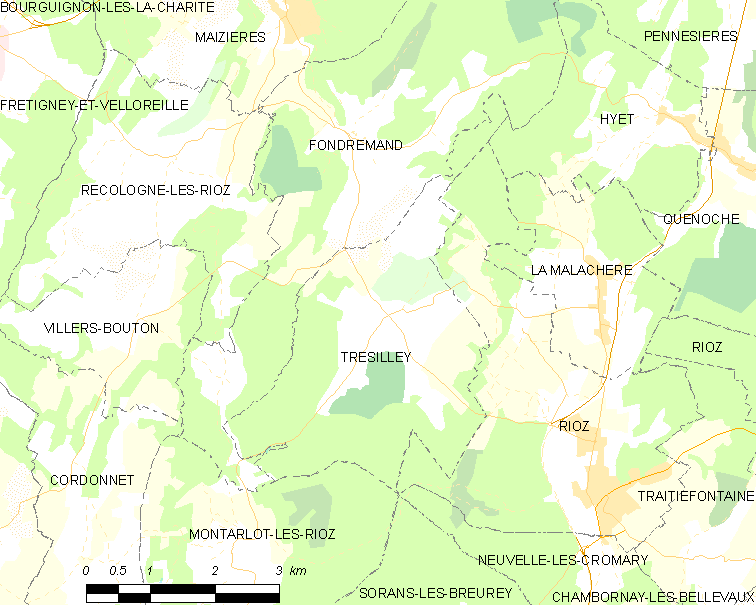
特雷西耶的OSM定位图

## 行政
特雷西耶的邮政编码为70190，INSEE市镇编码为70507。

## 政治
特雷西耶所属的省级选区为里奥县。

## 人口

1962-2008年间特雷西耶人口变化图示

特雷西耶于2022年1月1日时的人口数量为275人。